# Chloridolum nagaii
Chloridolum nagaii är en skalbaggsart som beskrevs av Hayashi 1984. Chloridolum nagaii ingår i släktet Chloridolum och familjen långhorningar.
Artens utbredningsområde är Filippinerna. Inga underarter finns listade i Catalogue of Life.